# Budo-Vorobii, Malîn
Budo-Vorobii (în ucraineană Будо-Вороб`ї) este localitatea de reședință a comunei Budo-Vorobii din raionul Malîn, regiunea Jîtomîr, Ucraina.
Localitatea face parte din regiunea istorică Volânia, iar după tratatul de pace de la Riga din 1921 a devenit parte a Uniunii Sovietice.

## Demografie
Componența lingvistică a localității Budo-Vorobii
     Ucraineană (96,99%)
     Rusă (3,01%)
Conform recensământului din 2001, majoritatea populației localității Budo-Vorobii era vorbitoare de ucraineană (96,99%), existând în minoritate și vorbitori de rusă (3,01%).